# 巴德尔·乔巴瓦
巴德尔·乔巴瓦（1983年11月26日—），格鲁吉亚国际象棋棋手、特级大师。
乔巴瓦曾于2003年、2007年、2012年三度获得格鲁吉亚国际象棋全国冠军。其最高等级分为2012年9月创下的2734分。